# Solre-le-Château
Solre-le-Château (prononcé : [sɔʁ.lə.ʃa.to] ) est une commune française située dans le département du Nord, en région Hauts-de-France.

## Géographie
Solre-le-Château se situe dans le sud-est du département du Nord (Hainaut) en plein cœur du Parc naturel régional de l'Avesnois.
L'Avesnois est connu pour ses prairies, son bocage et son relief un peu vallonné dans sa partie sud-est (début des contreforts des Ardennes), dite « petite Suisse du Nord ».
En fait, Solre-le-Château fait partie administrativement de l'Avesnois, historiquement du Hainaut et ses paysages rappellent la Thiérache.
Solre-le-Château se trouve à :
- 100 km de Lille (préfecture du département) et de Bruxelles (Belgique) ;
- 45 km de Valenciennes ;
- 40 km de Mons et Charleroi (Belgique) ;
- 14 km d'Avesnes-sur-Helpe (sous-préfecture), de Maubeuge et Fourmies ;
- 6 km de Sivry (Belgique).

### Communes limitrophes

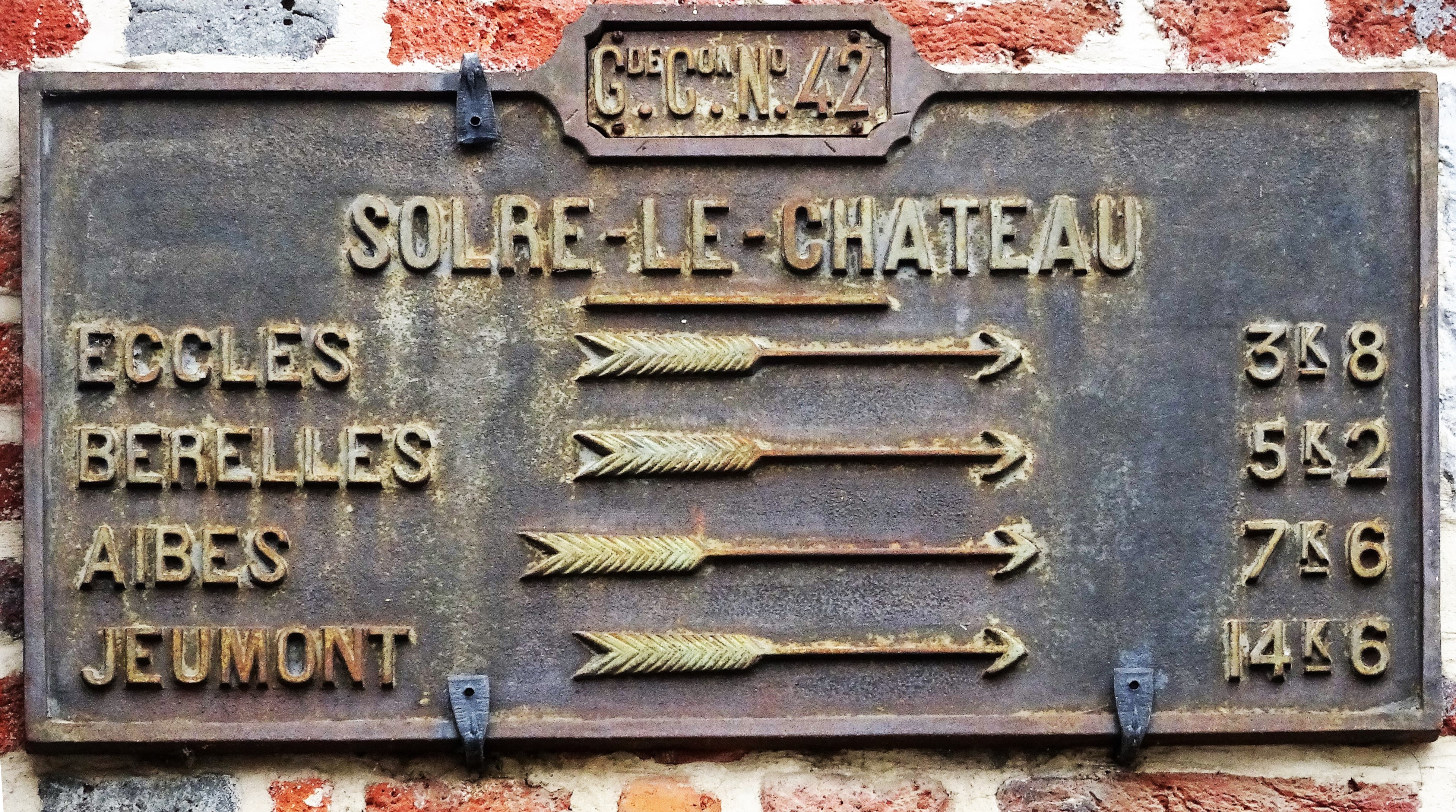
Plaque de cocher

| Solrinnes     | Eccles           | Bérelles Hestrud |
| Lez-Fontaine  | Solre-le-Château | Beaurieux        |
| Sars-Poteries | Felleries        | Clairfayts       |

### Hydrographie

#### Réseau hydrographique
La commune est située dans le bassin Artois-Picardie. Elle est drainée par la Solre, le ruisseau de la Belleuse, le ruisseau de la Patûre aux Boeufs, le Malakoff, le ruisseau de l'écrevisse, le ruisseau de Solre-le-château, le ruisseau des Nielles, le ruisseau le riamé, l'Écrevisse et un autre petit cours d'eau,.
La Solre, d'une longueur de 22 km, prend sa source dans la commune  et se jette  dans la Sambre canalisée à Rousies, après avoir traversé dix communes. 

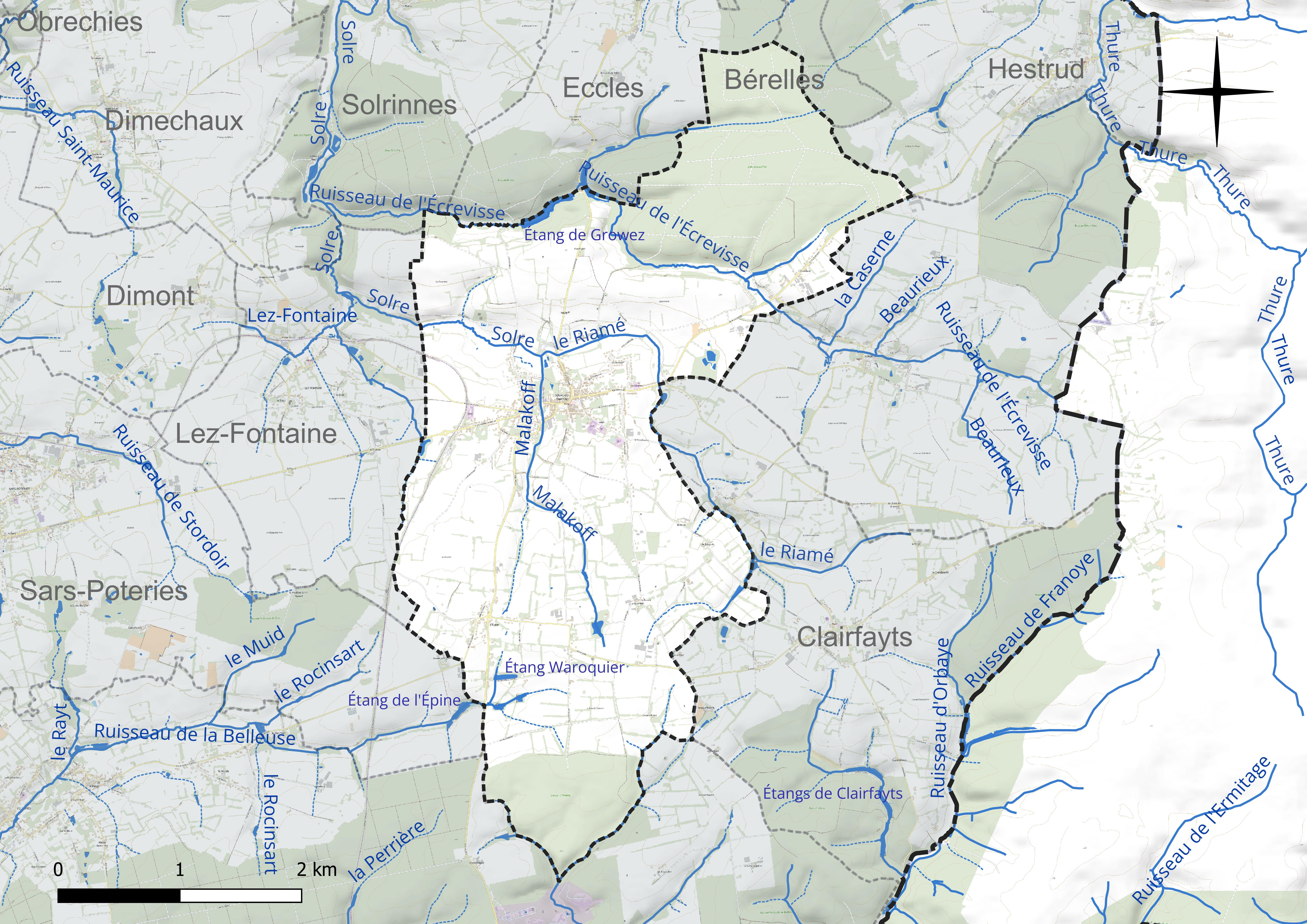
Réseau hydrographique de Solre-le-Château.

Quatre plans d'eau complètent le réseau hydrographique : l'étang de Borzie, d'une superficie totale de 1,9 ha (0,7 ha sur la commune), l'étang de Groez (2,3 ha), l'étang de Growez, d'une superficie totale de 0,1 ha (0,1 ha sur la commune) et l'étang Waroquier (0,7 ha),.

#### Gestion et qualité des eaux
Le territoire communal est couvert par le schéma d'aménagement et de gestion des eaux (SAGE) « Sambre ». Ce document de planification concerne un territoire de 1 253 km2 de superficie, délimité par le bassin versant de la Sambre. Le périmètre a été arrêté le 1er novembre 2003 et le SAGE proprement dit a été approuvé le 21 septembre 2012, puis modifié le 18 août 2022. La structure porteuse de l'élaboration et de la mise en œuvre est le syndicat mixte du Parc naturel régional de l'Avesnois. 
La qualité des cours d'eau peut être consultée sur un site dédié géré par les agences de l'eau et l'Agence française pour la biodiversité. 

### Climat
Pour des articles plus généraux, voir Climat des Hauts-de-France et Climat du Nord.
En 2010, le climat de la commune est de type climat des marges montargnardes, selon une étude du CNRS s'appuyant sur une série de données couvrant la période 1971-2000. En 2020, Météo-France publie une typologie des climats de la France métropolitaine dans laquelle la commune est exposée à un climat océanique altéré et est dans la région climatique  Nord-est du bassin Parisien, caractérisée par un ensoleillement médiocre, une pluviométrie moyenne régulièrement répartie au cours de l'année et un hiver froid (3 °C).
Pour la période 1971-2000, la température annuelle moyenne est de 9,6 °C, avec une amplitude thermique annuelle de 15,4 °C. Le cumul annuel moyen de précipitations est de 914 mm, avec 13 jours de précipitations en janvier et 9,9 jours en juillet. Pour la période 1991-2020, la température moyenne annuelle observée sur la station météorologique la plus proche, située sur la commune de Saint-Hilaire-sur-Helpe à 14 km à vol d'oiseau, est de 10,5 °C et le cumul annuel moyen de précipitations est de 802,4 mm,. Pour l'avenir, les paramètres climatiques de la commune estimés pour 2050 selon différents scénarios d'émission de gaz à effet de serre sont consultables sur un site dédié publié par Météo-France en novembre 2022.

## Urbanisme

### Typologie
Au 1er janvier 2024, Solre-le-Château est catégorisée bourg rural, selon la nouvelle grille communale de densité à sept niveaux définie par l'Insee en 2022.
Elle est située hors unité urbaine. Par ailleurs la commune fait partie de l'aire d'attraction de Maubeuge (partie française), dont elle est une commune de la couronne,. Cette aire, qui regroupe 65 communes, est catégorisée dans les aires de 50 000 à moins de 200 000 habitants,.

### Occupation des sols
L'occupation des sols de la commune, telle qu'elle ressort de la base de données européenne d'occupation biophysique des sols Corine Land Cover (CLC), est marquée par l'importance des territoires agricoles (67,7 % en 2018), une proportion sensiblement équivalente à celle de 1990 (68,3 %). La répartition détaillée en 2018 est la suivante : 
prairies (60,6 %), forêts (25,5 %), terres arables (7,1 %), zones urbanisées (6,8 %). L'évolution de l'occupation des sols de la commune et de ses infrastructures peut être observée sur les différentes représentations cartographiques du territoire : la carte de Cassini (XVIIIe siècle), la carte d'état-major (1820-1866) et les cartes ou photos aériennes de l'IGN pour la période actuelle (1950 à aujourd'hui).

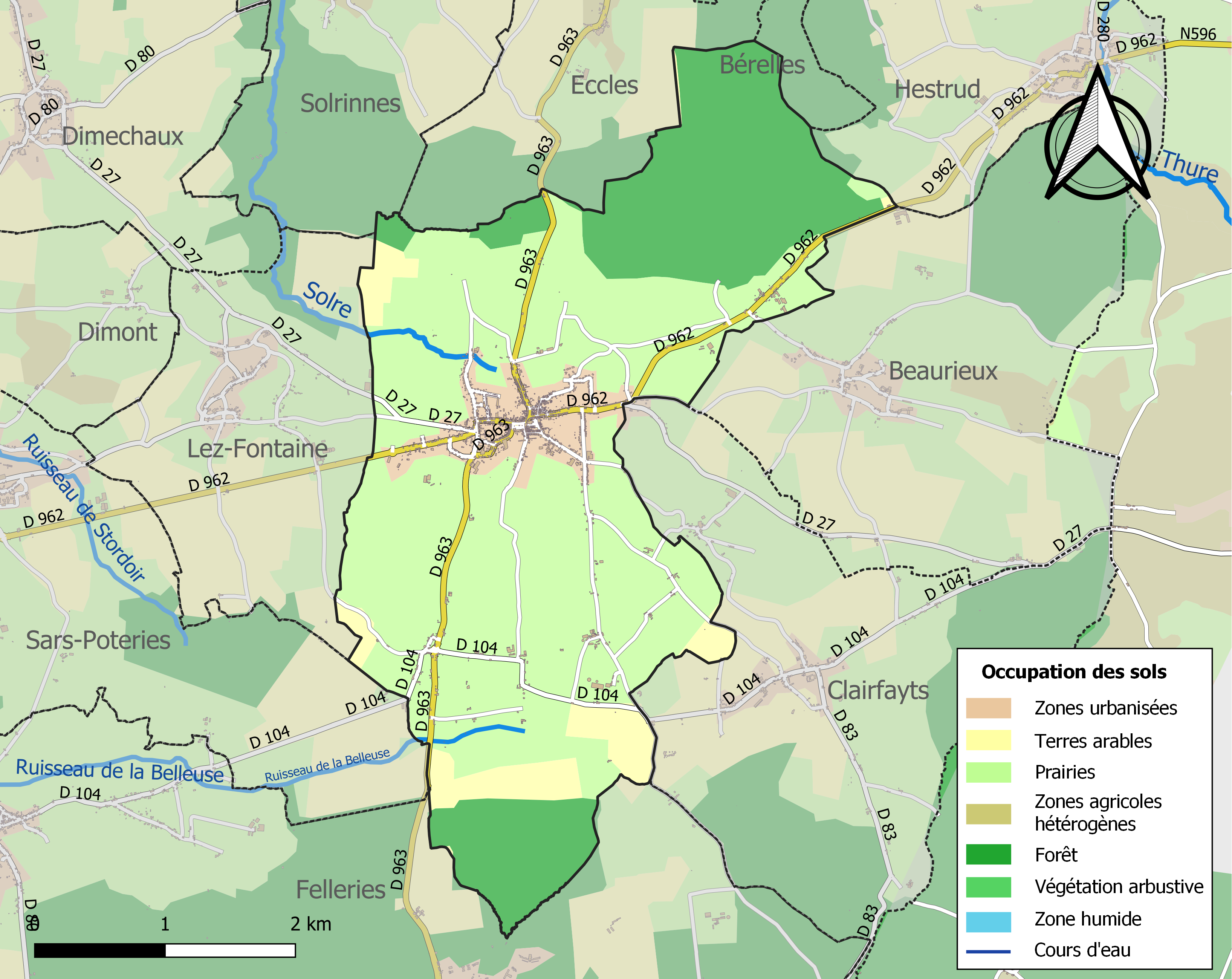
Carte des infrastructures et de l'occupation des sols de la commune en 2018 (CLC).

## Toponymie - étymologie
- Noms anciens : 1186 : Sorre-le-Chastel, 1219 : Sorre, 1251 : Sorre-le-Castiel, 1349 : Sorra-Catelli, 1440 :Solre- le-Castiel, 1463 : Solre-le-Castiaul, 1482 :  Solre-le-Castiau, 1525 : Solre-le-Casteau, 1552 : Solre-le-Chasteau, 1613 : Sor-le-Chasteau. Durant la Révolution, la commune porte le nom de Solre-Libre[22].
- Etymologie : Solre-le-Château doit son nom d'une part au ruisseau de la Solre qui le traverse, et d'autre part au château fort qui était bâti à l'emplacement actuel de la place.

Ses habitants sont appelés les Solréziens.

## Histoire
- 843 : avec le traité de Verdun, le partage de l'empire carolingien entre les trois petits fils de Charlemagne octroie à Lothaire Ier, la Francie médiane qui comprend le Hainaut dont fait partie le village.
- 855 : avec le traité de Prüm qui partage la Francie médiane entre les trois fils de Lothaire Ier, le Hainaut est rattaché à la Lotharingie dont hérite Lothaire II.
- 870 : avec le traité de Meerssen après la mort de Lothaire II, une partie de la Lotharingie dont fait partie le Hainaut est rattachée à la Francie occidentale.
- 880 : avec le traité de Ribemont en 880, le Hainaut est rattaché à la Francie orientale qui deviendra le Saint-Empire romain germanique en 962.
- 1415 : Jacques de Berlaymont (Berlaimont), seigneur de Solre, combat et trouve la mort à la bataille d'Azincourt[24].
- Le 3 novembre 1592, la seigneurie de Solre-le-Château en Hainaut est élevée au rang de comté par le roi Philippe II.
- En 1678, le comté de Solre est érigé en principauté par Charles III, roi d'Espagne, en faveur de Philippe Emmanuel Ferdinand de Croÿ, (maison de Croÿ), comte de Solre et Buren[25].
- En 1793, durant la Révolution, le château est démoli.
- Le 4 floréal an II (23 avril 1794), la ville est pillée par les Autrichiens, qui vont entre autres détruire une bonne partie des archives[26].
- Plans du cadastre napoléonien (1828) et de 1902 de Solre-le-Château : site internet des Archives départementales du Nord
- 1885 : Le 29 août 1885, la ligne de chemin de fer Maubeuge - Fourmies est inaugurée. Le tracé passe par Rousies, Ferrière-la-Grande, Ferrière-la-Petite, Sars-Poteries, Solre-le-Château, Liessies, Trélon.
- 1914-1918 : Les Allemands arrivent dans le village de Solre-le-Château le mardi 25 août 1914. Une Kommandantur est installée sur la Grand'Place. Un soldatenheim (foyer des soldats allemands) est installé dans la Grand'rue. Un kriegslazarett (hôpital de guerre allemand) se trouve Rue de Jeumont. Le village se trouve en zone occupée jusque début novembre 1918.
- 1940-1944 : A compter de mai 1940, la Commune se trouve en zone occupée par les troupes allemandes. Le 29 août 1944, alors que les soldats allemands battent en retraite, un véhicule tombé en panne est attaqué par les Forces françaises de l'intérieur. Un allemand est tué, un autre blessé, deux autres sont faits prisonniers. L'occupant va se venger. Il incendie des maisons et en pille une cinquantaine d'autres. Au total, 8 personnes seront fusillées par les allemands.

## Politique et administration
Maire en 1802-1803 : Antoine George, brasseur.

Maire en 1806-1807 : Hazard,.
| Période                                  | Période                   | Identité      | Étiquette | Qualité                                                        |
| ---------------------------------------- | ------------------------- | ------------- | --------- | -------------------------------------------------------------- |
| Les données manquantes sont à compléter. |                           |               |           |                                                                |
| maire en 1847                            | ?                         | M. Delebecke  |           | Notaire Conseiller d'arrondissement                            |
| Les données manquantes sont à compléter. |                           |               |           |                                                                |
| mars 2001                                | mai 2020                  | Philippe Lety | PS        | Ingénieur Conseiller général de Solre-le-Château (2004 → 2015) |
| mai 2020                                 | En cours (au 23 mai 2020) | Patrick Dehen |           |                                                                |

## Population et société

### Démographie

#### Évolution démographique
L'évolution du nombre d'habitants est connue à travers les recensements de la population effectués dans la commune depuis 1793. Pour les communes de moins de 10 000 habitants, une enquête de recensement portant sur toute la population est réalisée tous les cinq ans, les populations de référence des années intermédiaires étant quant à elles estimées par interpolation ou extrapolation. Pour la commune, le premier recensement exhaustif entrant dans le cadre du nouveau dispositif a été réalisé en 2004.

En 2022, la commune comptait 1 790 habitants, en évolution de −2,29 % par rapport à 2016 (Nord : +0,51 %, France hors Mayotte : +2,11 %).
| 1793  | 1800  | 1806  | 1821  | 1831  | 1836  | 1841  | 1846  | 1851  |
| ----- | ----- | ----- | ----- | ----- | ----- | ----- | ----- | ----- |
| 1 612 | 1 525 | 2 011 | 2 120 | 2 477 | 2 559 | 2 645 | 2 701 | 2 758 |

| 1856  | 1861  | 1866  | 1872  | 1876  | 1881  | 1886  | 1891  | 1896  |
| ----- | ----- | ----- | ----- | ----- | ----- | ----- | ----- | ----- |
| 2 777 | 3 001 | 3 006 | 2 821 | 2 750 | 2 669 | 2 659 | 2 673 | 2 767 |

| 1901  | 1906  | 1911  | 1921  | 1926  | 1931  | 1936  | 1946  | 1954  |
| ----- | ----- | ----- | ----- | ----- | ----- | ----- | ----- | ----- |
| 2 584 | 2 592 | 2 486 | 2 143 | 2 137 | 2 076 | 1 962 | 1 843 | 2 038 |

| 1962  | 1968  | 1975  | 1982  | 1990  | 1999  | 2004  | 2006  | 2009  |
| ----- | ----- | ----- | ----- | ----- | ----- | ----- | ----- | ----- |
| 2 095 | 2 050 | 2 142 | 2 153 | 1 951 | 1 861 | 1 828 | 1 834 | 1 793 |

| 2014  | 2019  | 2022  | - | - | - | - | - | - |
| ----- | ----- | ----- | - | - | - | - | - | - |
| 1 817 | 1 780 | 1 790 | - | - | - | - | - | - |

#### Pyramide des âges
La population de la commune est relativement jeune.
En 2018, le taux de personnes d'un âge inférieur à 30 ans s'élève à 34,5 %, soit en dessous de la moyenne départementale (39,5 %). À l'inverse, le taux de personnes d'âge supérieur à 60 ans est de 29,8 % la même année, alors qu'il est de 22,5 % au niveau départemental.
En 2018, la commune comptait 854 hommes pour 943 femmes, soit un taux de 52,48 % de femmes, légèrement supérieur au taux départemental (51,77 %).
Les pyramides des âges de la commune et du département s'établissent comme suit.
| Hommes | Classe d’âge | Femmes |
| ------ | ------------ | ------ |
| 0,2    | 90 ou +      | 1,7    |
| 8,0    | 75-89 ans    | 10,9   |
| 19,6   | 60-74 ans    | 18,8   |
| 18,3   | 45-59 ans    | 19,2   |
| 18,2   | 30-44 ans    | 15,8   |
| 16,9   | 15-29 ans    | 16,2   |
| 18,7   | 0-14 ans     | 17,3   |

| Hommes | Classe d’âge | Femmes |
| ------ | ------------ | ------ |
| 0,5    | 90 ou +      | 1,4    |
| 5,3    | 75-89 ans    | 8,1    |
| 14,8   | 60-74 ans    | 16,2   |
| 19,1   | 45-59 ans    | 18,4   |
| 19,5   | 30-44 ans    | 18,7   |
| 20,7   | 15-29 ans    | 19,1   |
| 20,2   | 0-14 ans     | 18     |

## Culture locale et patrimoine

### Lieux et monuments

#### L'église Saint-Pierre
L'église de Solre-le-Château est une construction en pierre bleue du XVIe siècle, facilement repérable à son clocher penché. Le 10 mai 1611, un incendie consuma l'ancienne flèche et une partie de l'église. Dans la remise en état de l'édifice, on substitua alors à l'ancien clocher (sans doute gothique) la belle flèche bulbiforme qui penche aujourd'hui la tête vers la place. Loin d'être un élément purement décoratif, le bulbe fut avant tout conçu comme un poste de guet à 360° qui permettait de surveiller plus particulièrement la route de Sars-Poteries, voie ordinaire des invasions françaises...

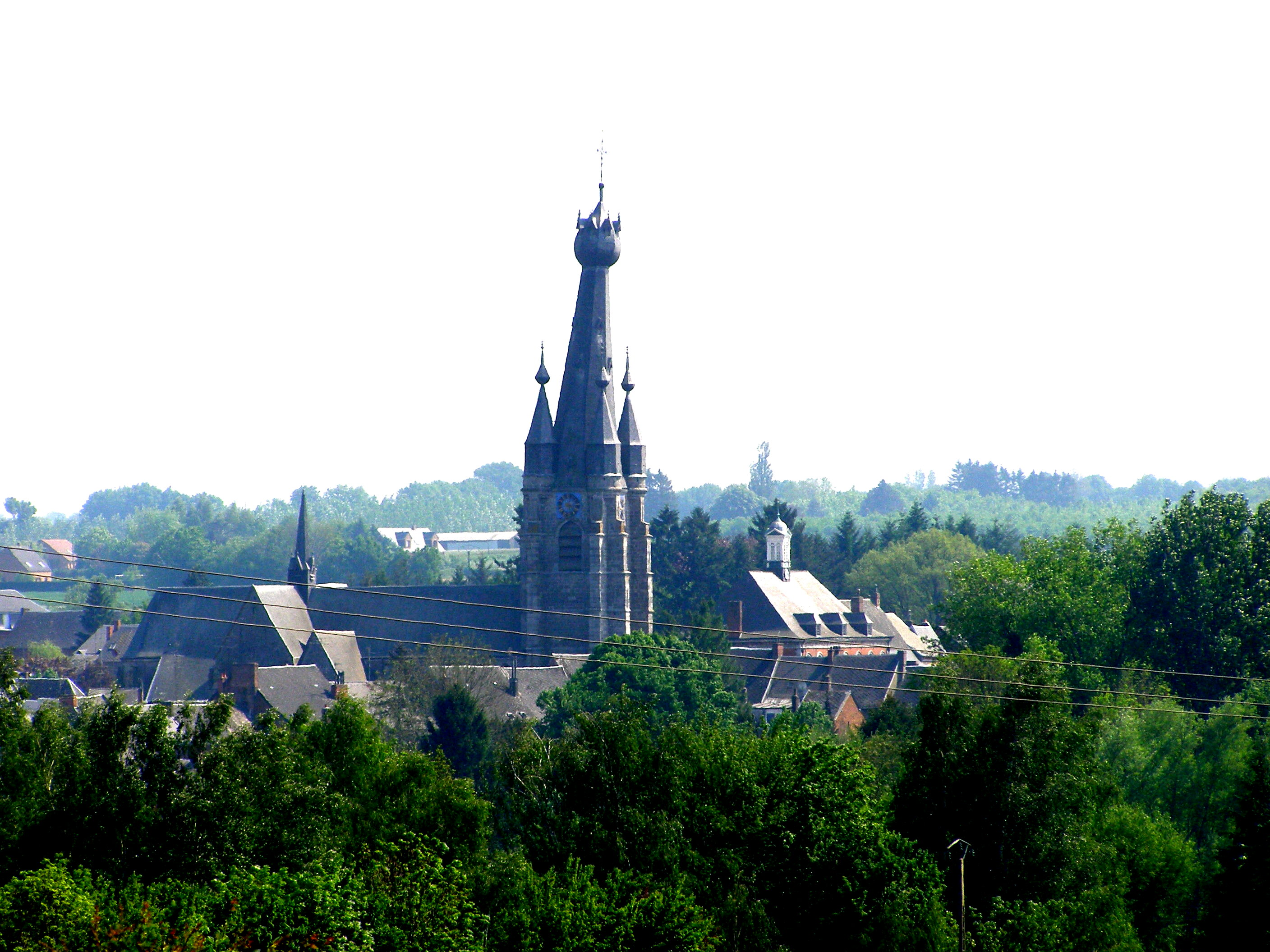
Le clocher penché de l'église de Solre-le-Château

Le penchant de la flèche peut s'expliquer doublement ; d'une part, par les fortes intempéries qui ont pourri le bois et déstabilisé la charpente ; d'autre part, par un défaut de fabrication au niveau du report des pièces de bois sur les murs périphériques et sur les corbeaux ancrés dans la maçonnerie à un niveau beaucoup plus bas… L'inclinaison du clocher ne remet cependant pas en cause son équilibre.
Toutefois, M. Charles Beaumont, membre de la Société archéologique et historique de l'arrondissement d'Avesnes, pense que le clocher de Solre-le-Château penche vers le sud-ouest par la volonté de son constructeur, Jehan Lecoustre, maître-charpentier de Beaumont (Belgique). Cette inclinaison aurait pour but de donner au clocher une position de défense contre les tempêtes qui viennent presque toujours du sud-ouest, pratiquement jamais du nord et encore moins de l'est. D'autres clochers de la région présentent le même « penchant », mais il est particulièrement net à Solre-le-Château du fait d'une part, des proportions flèche/tour, d'autre part, de la présence de quatre clochetons contigus parfaitement verticaux. Jehan Lecoustre reproduisit la même charpente, quelques années plus tard, pour l'église Saint-Materne de Walcourt (Belgique).
Le clocher possède aussi une légende fort malicieuse… Jadis, les filles de Solre étaient très dévergondées ; souvent, quand il leur arrivait de se marier, des marmots les attendaient à la porte en appelant leur mère. Or, un jour, une vraie pucelle se présenta à l'église pour convoler en justes noces. On affirme que le clocher en fut si surpris qu'il se pencha en avant pour mieux voir la mariée qui passait sous le porche, en robe légitimement blanche. En châtiment de sa curiosité, le Ciel lui aurait infligé un torticolis à perpétuité !
L'église de Solre-le-Château comporte en outre des raretés architecturales telles qu'un porche ouvert sur trois côtés et un double transept qui élargit les bras de la croix et donne de la profondeur à l'édifice.

#### L'hôtel de ville

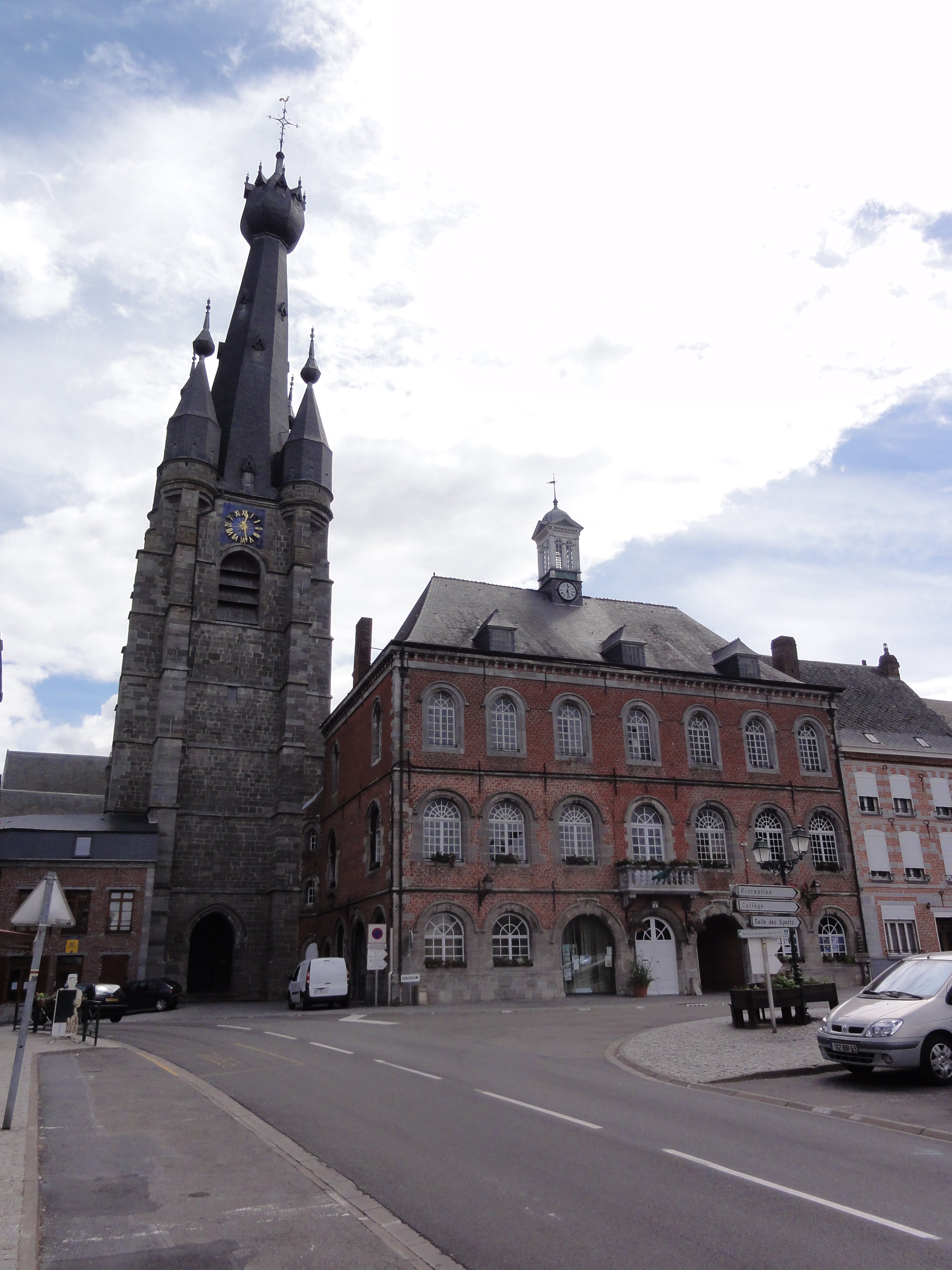
Église et hôtel de ville de Solre-le-Château

Il a été construit en 1574 et ne comportait, à l'origine, qu'un seul étage. Il possédait aussi un escalier extérieur et un gracieux beffroi en saillie, à six pans. En 1865, l'édifice fut profondément remanié, gagnant un second étage, mais perdant son escalier extérieur et son beffroi, qui lui donnaient un caractère Renaissance. Les portes sont en plein cintre, de même que les fenêtres. Ce type d'architecture est très rare dans l'art régional qui utilise le plus souvent la baie carrée à meneau cruciforme, l'arc en anse de panier ou l'arc en segments. Le bâtiment comportait au rez-de-chaussée un marché couvert, maintenant occupé par les bureaux de la mairie. On peut encore distinguer sur les clefs de voûte des anciennes portes, des inscriptions en lettres gothiques recommandant la probité aux marchands de la halle, dont voici la transcription littérale (hors abréviations) : 
 Côté église (baie vitrée) 
Vous qui venes marchander en ce lieu,

Gardes-vous bien, pour plus ample proufit,

Par tromperie, offenser le bon Dieu

Duquel la grâce, à tout bon cœur suffit.
 Côté Grand-place (passage) 

1574

Quiconcque vient icÿ pour marchander

Ne veuille point, pour le plus de gaignage,

Par fraude ou vol son âme hasarder,

Car perdre l'âme es(t souver)ain dommage.
Côté place Verte (passage) 
Soÿes léaulx. Uses de conscience.

Gens qui traictes icÿ la marchandise,

Ne gaignes riens avec divine offense,

Car mauldicte est richesse mal acquise.

#### Où est le château?
Historiquement situé sur l'actuelle Grand-Place, il ne subsiste aucune trace visible du château de Solre-le-Château. La forteresse fut prise et brûlée une première fois en 1473 par le comte de Saint-Pol (Louis de Luxembourg), au service du roi de France, Louis XI. En 1560, elle retrouve toute sa splendeur et passe aux mains d'une des familles les plus illustres de Solre, les Croÿ. Le château est pris d'assaut par Turenne en 1637 et, en 1651, il est pillé par les troupes du général Rose, un aventurier au service de la France. En 1656, Turenne s'en empare de nouveau, avant d'aller assiéger Valenciennes. Les Croÿ demeurent seigneurs, puis deviennent princes de Solre après que leur seigneurie fut érigée en principauté par Charles II, roi d'Espagne, en 1677… Mais la ville est rattachée à la France par le traité de Nimègue, en 1678. En 1793, au plus fort de la Révolution, le château tombe sous la pioche des démolisseurs.

#### La chapelle Saint-Roch
Situé entre les numéros 12 et 14 de la rue de Liessies, cet édifice est en cours de restauration. Il s'agit de la chapelle d'un hôpital fondé en 1514 par Philippe de Lannoy, seigneur de Solre, pour accueillir les pèlerins.

#### La chapelle Notre-Dame-de-Walcourt
Cet élégant oratoire daté de 1732, bâti en briques et pierres bleues, est situé en face du numéro 14 de la rue de Trélon, non loin du croisement avec l'avenue du Général de Gaulle.

#### Les pierres Martines

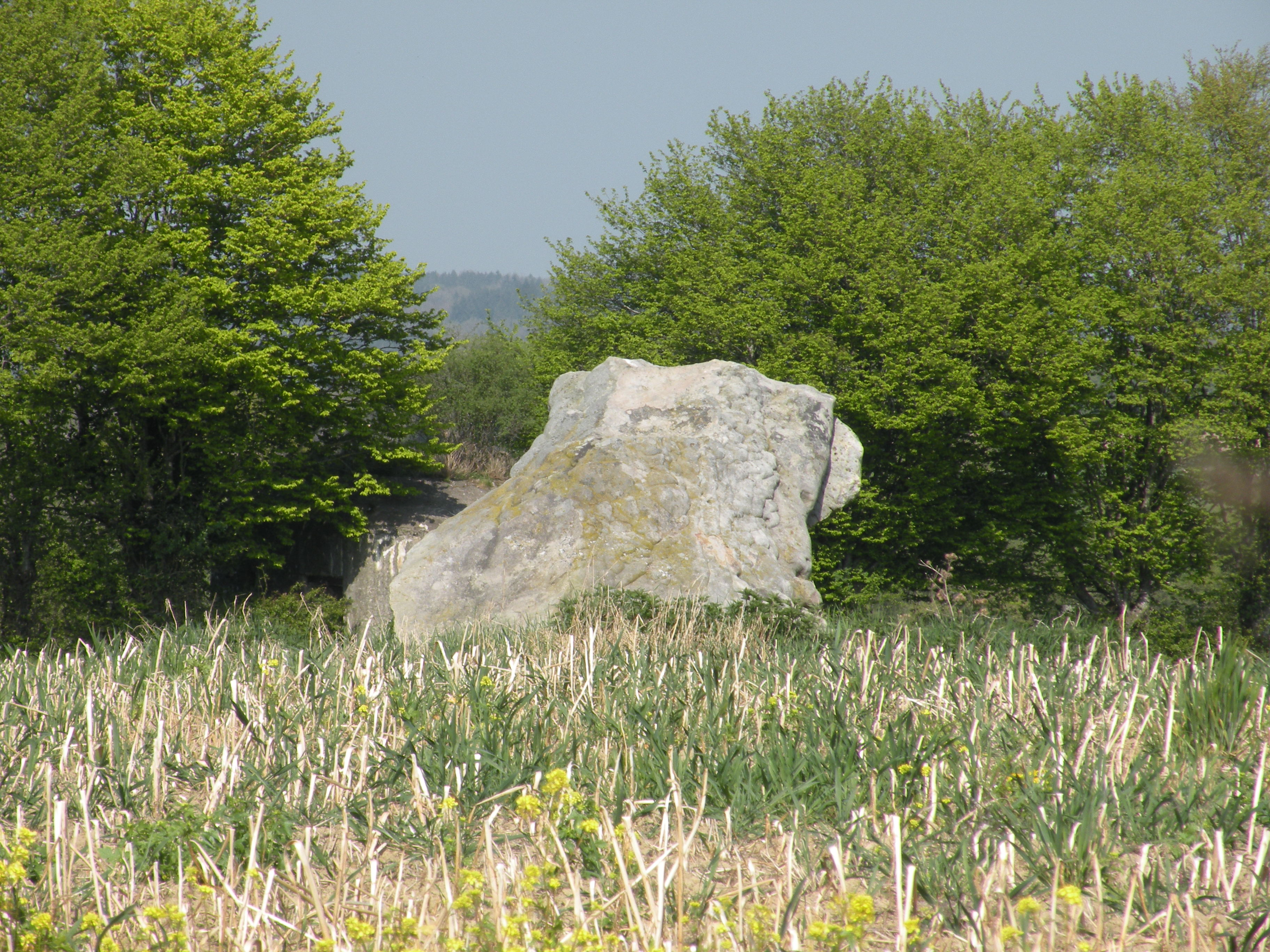
Les pierres Martines.

Situées à environ un kilomètre au sud de la ville, c'est un groupe de deux menhirs. Elles étaient trois à l'origine, mais l'une d'elles a été brisée au XIXe siècle pour empierrer la route ! On conte que saint Martin, alors qu'il était soldat des légions romaines de l'empereur Constance II, se reposa sur l'une de ces pierres, y laissant l'empreinte de son dos. Véritable artisan de l'apostolat rural en Gaule septentrionale, au IVe siècle, saint Martin fut en effet un grand destructeur de temples païens et convertit nombre de monuments druidiques en autels du christianisme. La foi populaire suivit son enseignement et fit comme lui, même dans les endroits où il n'était pas passé. C'est ainsi que la légende de saint Martin reste attachée, en France, à un grand nombre de fontaines ou mégalithes. Les pierres Martines forment un alignement parfait avec la fontaine Saint-Éloi de Floursies, la pierre de Dessus-Bise de Sars-Poteries et la Pierre-Qui-Tourne de Sivry (Belgique).

### Personnalités liées à la commune
- Maison seigneuriale des Barbançon
- Famille de Berlaymont
- Maison de Lannoy
- Maison de Croÿ
- Jehan de Lencquesaing (1555-après 1602)

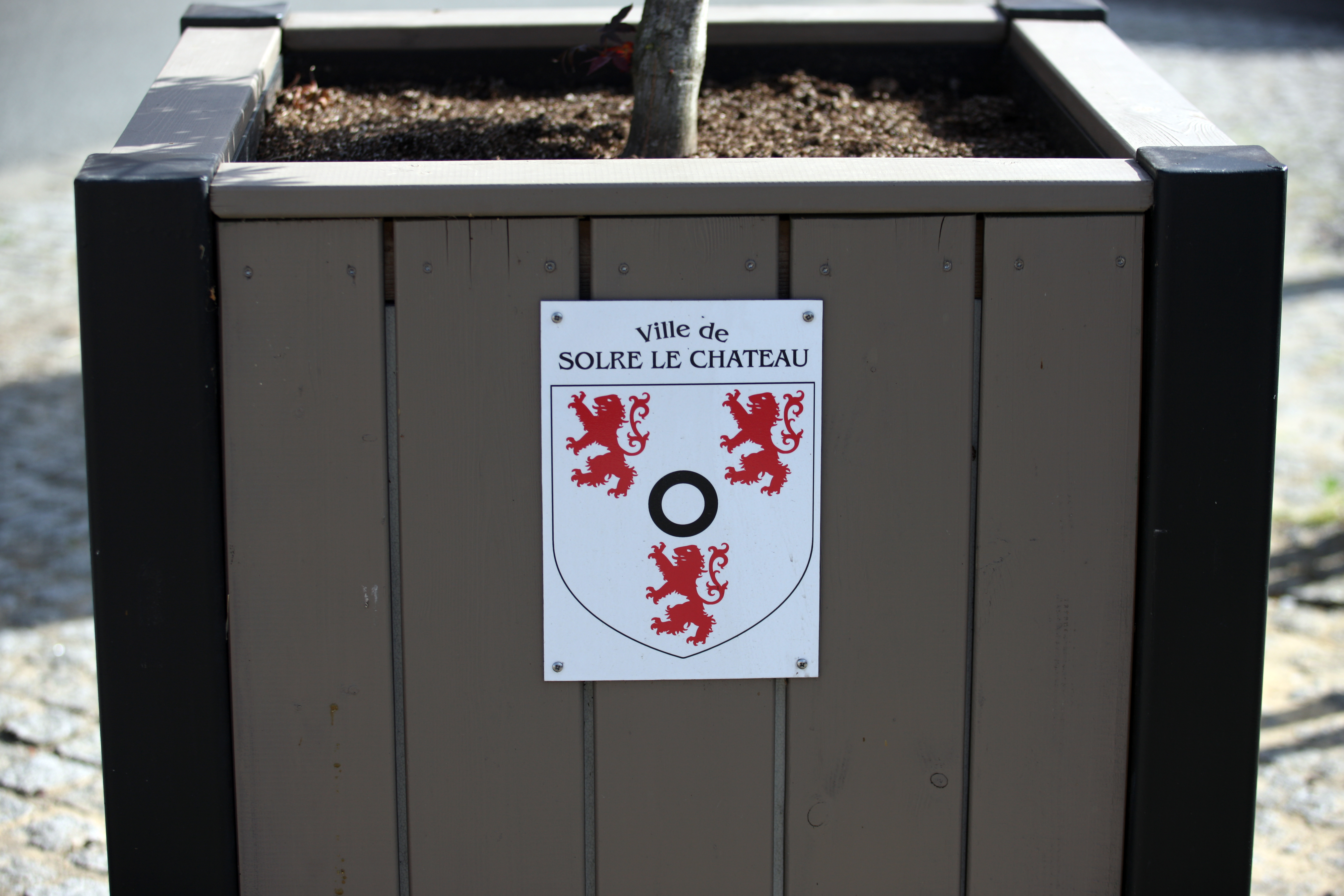
jardinière municipale

### Héraldique
|  | Les armes de Solre-le-Château se blasonnent ainsi : D'argent à un annelet de sable accompagné de trois lionceaux de gueules. |

## Pour approfondir